# Dávid Mohl
Dávid Mohl (Székesfehérvár, 22 aprile 1985) è un calciatore ungherese, difensore del Fehérvár II.